# Braziliaanse strijdkrachten
De Braziliaanse strijdkrachten (Portugees: Forças Armadas Brasileiras) zijn de land-, lucht- en zeemacht van het Zuid-Amerikaanse land Brazilië. Met bijna 330.000 actieve manschappen en 1,8 miljoen reservisten is het de grootste krijgsmacht van het Zuid-Amerikaanse continent. Wereldwijd bezet het land daarmee een vijftiende plaats.
Ze behoren tot het in 1999 gevormde Ministerie van Defensie en staan onder bevel van de president van het land. Voor 1999 vielen de drie takken van de strijdkrachten elk onder een eigen ministerie. Het leger was viermaal in de geschiedenis van Brazilië betrokken bij een staatsgreep: in 1889 toen het Keizerrijk Brazilië een republiek werd, bij de Braziliaanse revolutie van 1930, in 1945 toen dictator Getúlio Vargas werd afgezet en in 1965 toen een junta werd geïnstalleerd.
De voornaamste taken van de Braziliaanse strijdkrachten bestaan erin 's lands 16.880 kilometer aan landgrenzen te bewaken en het Amazonegebied te beschermen. Voor dat laatste worden steeds meer troepen overgeplaatst naar de Amazoneregio. Verder neemt het land ook deel aan VN-vredesoperaties, zoals MINUSTAH in Haïti, UNFICYP in Cyprus en UNOCI in Ivoorkust.

## Onderdelen
| Embleem | Onderdeel               | Oprichting | Manschappen |
| ------- | ----------------------- | ---------- | ----------- |
|         | Braziliaanse landmacht  | 1822       | 235.000     |
|         | Braziliaanse marine     | 1822       | 60.000      |
|         | Braziliaanse luchtmacht | 1941       | 77.000      |

De militaire politie en het militair brandweerkorps worden beschouwd als reservetroepen.